# Tukwila
Tukwila é uma cidade localizada no estado norte-americano de Washington, no Condado de King.

## Demografia
Segundo o censo norte-americano de 2000, a sua população era de 17.181 habitantes.
Em 2006, foi estimada uma população de 17.111, um decréscimo de 70 (-0.4%).

## Geografia
De acordo com o United States Census Bureau tem uma área de 23,5 km², dos quais 23,1 km² cobertos por terra e 0,4 km² cobertos por água.

## Localidades na vizinhança
O diagrama seguinte representa as localidades num raio de 8 km ao redor de Tukwila.